# 微正则系综
微正则系综(microcanonical ensemble)是由许多具有相同能量，粒子数，体积的体系的集合。它是统计力学系综的一种。其配分函数{\displaystyle \Omega \,}是在能量{\displaystyle E_{0}\,}上的能态密度。
{\displaystyle \Omega (E_{0})=\sum \delta (E-E_{0})\,}

## 與正則系综的關聯
微正則系综是個簡併度下的正則系综，正則系综可以被分開進入子系综，每個子系综被對應到可能的能量值且自身為另一個個的微正則系综。人們可以用正則系综去計算和导出相關的物理量，如熵或能量密度，所需要的是由微正则系综中的微正則配分函數Ω來執行此計算。
例如熵(entropy {\displaystyle S\,})：
{\displaystyle S=k_{B}\ln \Omega \,}
其中{\displaystyle k_{B}\,}是玻尔兹曼常数(Boltzmann constant)。

## 外部連結
- [永久]（俄文）
- http://statphys.narod.ru/labs/monte-carlo-isolate.htm （页面存档备份，存于）（俄文）